# Tis (Havlíčkův Brod-i járás)
Tis település Csehországban, a Havlíčkův Brod-i járásban. Tis Skuhrov, Bačkov, Malčín, Habry és Kámen településekkel határos. Lakosainak száma 385 fő (2024. január 1.).

## Népesség
A település lakosságának változását az alábbi diagram mutatja:
| Lakosok száma | 749  | 738  | 813  | 590  | 478  | 362  | 364  | 386  | 375  | 385  |
|               | 1869 | 1890 | 1921 | 1950 | 1980 | 2001 | 2017 | 2019 | 2022 | 2024 |